# Autorretrato (Patti Smith)
Autorretrato é uma obra da multitalentosa artista norte-americana Patti Smith.  Patti é reconhecida como uma das figuras mais influentes da cena artística e musical do século XX. Sua atuação transcende os limites da música, abrangendo poesia, literatura e artes visuais. Os autorretratos Self-portrait New York 2003/2005 e Self-portrait New York 2001/2003 refletem essa multiplicidade, revelando uma abordagem introspectiva e poética da imagem de si.

## Patti Smith: Poética da Imagem e Autorretrato
A escolha da técnica de impressão gelatin silver print, tradicionalmente associada à fotografia analógica em preto e branco, confere às obras uma qualidade atemporal e contemplativa. Essa técnica, amplamente utilizada por fotógrafos como Diane Arbus e Robert Mapplethorpe, permite uma gama tonal rica e detalhada, adequada à exploração das nuances da expressão humana¹.

## A Estética da Introspecção: A Técnica Gelatin Silver Print
A escolha de Patti Smith pela técnica da impressão em prata gelatinosa (gelatin silver print) nos autorretratos Self-portrait New York 2003/2005 e Self-portrait New York 2001/2003 é, antes de tudo, um gesto estético e ontológico. Trata-se de uma opção deliberada por um meio que carrega o peso da tradição fotográfica moderna, marcado pela densidade simbólica do preto e branco, pelas gradações finas de sombra e pela nitidez silenciosa que convoca a introspecção.
O gelatin silver print tornou-se, a partir do final do século XIX, o padrão dominante para a fotografia em preto e branco, especialmente em contextos artísticos e jornalísticos. Como explica Martin Parr, “a prata gelatinosa permitiu ao fotógrafo controlar o contraste e a definição de forma muito mais precisa do que os métodos anteriores, oferecendo imagens com maior profundidade emocional e dramática”.
Na obra de Patti Smith, essa técnica ganha uma dimensão autorreflexiva. A artista apresenta-se em composições simples, muitas vezes em espaços domésticos ou de isolamento, sem adornos nem teatralidade. A austeridade formal do suporte fotográfico encontra ressonância com a natureza confessional de seu trabalho literário e musical. O gelatin silver print não apenas registra uma aparência: ele invoca um tempo de contemplação e suspensão, como salienta Roland Barthes ao observar que a fotografia “tem algo de tautológico: uma coisa foi lá, diante da lente, e agora está aqui”.
Smith compreende esse caráter indexical da fotografia – sua “assombrosa evidência ontológica” – e o utiliza para interrogar sua própria presença no tempo. Ela se inscreve em uma linhagem de mulheres fotógrafas que utilizaram o autorretrato como meio de afirmação subjetiva e poética, como Francesca Woodman, cuja obra foi marcada por atmosferas espectrais e silenciosas, também exploradas por meio da prata gelatinosa.
A qualidade tonal do gelatin silver print é essencial para esse efeito. Como observa Naomi Rosenblum, “a riqueza de valores de cinza disponíveis nessa técnica cria uma suavidade tátil, um véu tonal, que confere à imagem uma aparência quase meditativa”. Em Self-portrait New York 2003/2005, a densidade dos pretos contrasta com os brancos lavados, evocando uma atmosfera de recolhimento que dialoga com a experiência poética da artista, marcada por temas como perda, memória e silêncio.
Essa estética da introspecção tem raízes no modernismo fotográfico, particularmente nas obras de fotógrafos como Edward Weston e Paul Strand, que consideravam a técnica como um campo de precisão formal e transcendência visual. Ao adotar esse mesmo meio, Patti Smith inscreve-se em uma tradição que valoriza a densidade filosófica da imagem fotográfica, não como documento, mas como espaço de interioridade.
Ademais, como destaca Liz Wells, “a fotografia em preto e branco tende a descontextualizar o tempo, conferindo às imagens uma ambiguidade temporal que facilita leituras subjetivas e líricas”. Isso é evidente na produção de Smith: a ausência de cor retira a imagem de uma cronologia estrita e inscreve-a numa zona de evocação, em que a memória e o sonho operam em camadas indistintas.
É nesse sentido que os autorretratos de Patti Smith se aproximam do conceito de “imagens líricas” proposto por Susan Sontag em On Photography (1977): fotografias que, mais do que representar algo, “expressam uma atitude”. No caso de Smith, a atitude é de recolhimento, de entrega ao tempo lento da imagem, de aceitação da melancolia e da solidão como formas de conhecimento.
Em suma, o uso do gelatin silver print por Patti Smith não é um capricho técnico, mas uma tomada de posição estética e existencial. A escolha do suporte material configura-se como extensão de sua poética da interioridade, marcada pela sobriedade, pela densidade afetiva e pela busca de autenticidade visual.

## O Sujeito em Reflexão: Autorretrato como Prática Artística
O autorretrato, enquanto operação artística, transcende a simples representação do semblante do sujeito: ele é, sobretudo, um espaço de interrogação da identidade e de seus deslocamentos. No caso de Patti Smith, artista multivocal cuja trajetória abrange música, literatura, performance e imagem, o autorretrato fotográfico assume uma dimensão meditativa e metalinguística. Em Self-portrait New York 2003/2005 e Self-portrait New York 2001/2003, Smith configura um tipo de visibilidade da interioridade, em que o ato de olhar a si mesma não se esgota na superfície da imagem, mas se volta para a densidade do tempo vivido e da experiência da subjetividade.
A prática do autorretrato por mulheres artistas, como nos casos paradigmáticos de Claude Cahun, Francesca Woodman ou Cindy Sherman, frequentemente implicou uma recusa das representações normativas de gênero e da iconografia tradicional da feminilidade. Smith, por sua vez, não recorre à teatralidade do disfarce ou da paródia – como em Sherman –, mas adota uma posição existencial e sóbria, que se aproxima da “autoperformance do silêncio”, conforme definida por Amelia Jones. A artista não representa um “eu” constituído e estável, mas uma presença em devir, atravessada por afetos, perdas e inquietações.
A fotografia, em sua ontologia, oferece um campo fértil para essa abordagem. Como escreve Roland Barthes, “na Fotografia, a identidade não é já mais o que sou, mas o que fui e o que está prestes a desaparecer”. Essa tensão entre presença e ausência, fixidez e passagem, reverbera nos retratos de Smith: sua figura emerge em meio a ambientes cotidianos ou indistintos, com iluminação rarefeita, evitando qualquer expressão de exuberância. O corpo aparece como índice de uma existência marcada pelo tempo, pela memória e pela melancolia – temas recorrentes em sua obra literária e musical.
A noção de “autorretrato como práxis filosófica” proposta por John Berger é particularmente útil para compreender esses trabalhos. Segundo ele, “retratar-se é refletir sobre o próprio olhar, sobre a distância entre o ver e o ser visto”. Nos autorretratos de Smith, esse jogo de olhares é suspenso: a artista muitas vezes evita o contato visual direto com a lente, sugerindo introspecção ou recusa da objetificação. Ao fazê-lo, ela desestabiliza o pacto visual que rege tradicionalmente o retrato e o autorretrato – aquele que solicita ao espectador um reconhecimento imediato do sujeito.
Essa operação lembra o que Georges Didi-Huberman chamou de “imagem sobrevivente” (image survivante), ou seja, a imagem que carrega em si uma temporalidade múltipla, que não pertence apenas ao instante do registro, mas que é ativada pela memória, pelo inconsciente e pela expectativa do olhar. A presença de Smith nessas fotografias não é imediata nem transparente, mas evoca uma “espessura do tempo” – entre juventude e maturidade, presença pública e interioridade silenciosa.
A escolha da fotografia como meio de autorrepresentação não é insignificante. Ao contrário do autorretrato pictórico, que exige a mediação de um gesto manual e de uma abstração mais livre, a fotografia carrega consigo uma promessa de indexicalidade: ela “foi ali” – como diria Barthes – e capturou algo do real. Contudo, no caso de Patti Smith, essa promessa é tensionada: o gesto fotográfico, mesmo dotado de verossimilhança, é impregnado de intencionalidade poética. Como aponta Abigail Solomon-Godeau, “o autorretrato feminino é frequentemente uma prática de resistência às convenções do retrato canônico, implicando a produção de contra-imagens do eu”.
O gesto autorrepresentacional de Patti Smith recusa o espetáculo da identidade. Ao invés de oferecer uma narrativa coesa de si, a artista oferece fragmentos: olhares suspensos, luz rarefeita, ausência de cor. Sua prática aproxima-se, nesse sentido, da tradição romântica da “figura do poeta” – não no sentido idealizado, mas na vivência da dor, da solidão e do tempo como matérias criativas. Ela ecoa, por exemplo, os autorretratos de Samuel Beckett, que utilizava a fotografia para capturar estados de retraimento e silêncio, ou os registros tardios de Georgia O’Keeffe, em que o rosto da artista se torna um mapa da resistência e da memória.
Por fim, é relevante lembrar que Smith desenvolve sua obra visual paralelamente à sua escrita autobiográfica. Em Just Kids (2010), ela escreve: “As imagens que mais amava não mostravam exatamente o que era visto, mas o que se sentia. Era como se a câmera capturasse algo do espírito daquilo que não se podia dizer em palavras”. Essa poética da sugestão perpassa seus autorretratos, que não buscam representar uma identidade fixa, mas ativar afetos e estados de ser em suspensão.

## Patti Smith na Galleria degli Uffizi: Diálogo com a Tradição
A presença dos autorretratos de Patti Smith na Galleria degli Uffizi, ícone da cultura visual renascentista europeia, é um gesto de ressignificação museológica e simbólica. O ingresso da artista no acervo — notadamente com as obras Self-portrait New York 2001/2003 e Self-portrait New York 2003/2005, em técnica de gelatin silver print — não apenas amplia os contornos da história da arte autorrepresentacional, mas tensiona as fronteiras entre o cânone clássico e as práticas contemporâneas de subjetividade artística.
Como observa Cristina Acidini, ex-superintendente do Polo Museale Fiorentino, “a inclusão de artistas contemporâneos no corpus do autorretrato da Galleria Uffizi tem como função estratégica não apenas a continuidade da tradição, mas a reatualização crítica de seu significado histórico”. Patti Smith, nesse sentido, não é incorporada como uma exceção exótica, mas como parte de uma genealogia em expansão que inclui mulheres artistas cuja prática autorrepresentacional articula introspecção, política e poética.
O gesto curatorial da Galleria degli Uffizi tem sido amplamente reconhecido por sua abertura à arte contemporânea, especialmente no tocante às artistas mulheres. Desde 2017, o projeto “I mai visti” (“Os nunca vistos”) tem revelado obras ocultas nos depósitos do museu, incluindo autorretratos femininos de artistas do século XX e XXI, o que representa, segundo Maria Vittoria Rimbotti, “uma revisão silenciosa, mas contundente, da historiografia visual centrada na masculinidade renascentista”.
A presença de Patti Smith na Uffizi pode ser lida como parte desse movimento. Não se trata apenas de incluir uma mulher entre os mestres, mas de reconhecer uma poética autorrepresentacional fundada naquilo que Roland Barthes chamou de “tempo espectral da imagem”, em que o sujeito não apenas aparece, mas irrompe como “ausência presencial”. Tal concepção encontra eco na própria curadoria da Galleria, que afirma: “Smith adota a técnica do gelatin silver print para evocar imagens fantasmáticas e silenciosas, capturando o que ela mesma chama de ‘o tempo entre as palavras’”.
Mais do que dialogar com a tradição, Smith parece “ressoná-la”. Em suas imagens, pode-se perceber uma recusa do monumentalismo renascentista em favor de uma estética do íntimo, do obscuro e do residual. Essa abordagem dialoga, paradoxalmente, com o autorretrato de artistas como Rembrandt — mestre do uso da sombra e da interioridade expressiva — e com o pathos melancólico dos retratos de Bronzino, também presentes na coleção dos Uffizi.
Nesse contexto, o posicionamento de Smith na galeria opera uma reescrita: a artista insere-se em uma tradição para, em seguida, desestabilizá-la. Segundo Linda Nochlin, toda mulher que produz arte em meio a um sistema dominado por estruturas patriarcais “participa de uma resistência silenciosa”. A presença de Smith, ao lado de artistas como Maria Lassnig, Ketty La Rocca ou Yayoi Kusama — também representadas nos fundos contemporâneos dos Uffizi — promove o que Griselda Pollock denomina “interpelações trans-históricas”, nas quais o presente não anula o passado, mas o recontextualiza.
Além disso, os retratos de Smith, marcados por uma estética do despojamento e da suspensão, ecoam uma dimensão espiritual que pode ser traçada até a pintura religiosa da Renascença. No lugar do divino, entretanto, está o humano em sua forma mais contemplativa e impermanente. Como escreve a própria artista em M Train (2015): “Tudo que possuímos pode nos ser tirado, exceto a forma como escolhemos observar. Essa escolha é nossa arte”.
A escolha da Galleria degli Uffizi por incorporar essas obras de Smith também revela um gesto político-institucional. Como destacou Eike Schmidt, atual diretor da instituição, “o autorretrato contemporâneo nos permite refletir sobre as transformações da identidade, da representação e da própria função do museu na sociedade”. A galeria, tradicionalmente associada à celebração da individualidade heroica masculina, passa a incluir subjetividades vulneráveis, performativas e experimentais.
O gesto de Smith, portanto, é não apenas artístico, mas também político. Ela insere no espaço da memória visual do Ocidente um tipo de imagem que interroga — e não afirma — a identidade. Suas obras não ostentam nem dramatizam, mas silenciam, suspensas no gesto contemplativo de quem olha e se retira. A Galleria degli Uffizi torna-se, assim, não apenas um repositório da glória do passado, mas uma arena de confrontação do presente.

## Fotograma
A inserção dos autorretratos de Patti Smith no acervo da Galleria degli Uffizi representa um ponto de inflexão nas políticas curatoriais das instituições museológicas de tradição canônica. Trata-se, mais do que de uma adição, de uma proposição: o autorretrato como prática artística não é apenas uma forma de representação do eu, mas um gesto discursivo que interroga as estruturas de poder, identidade e memória histórica. Smith, artista polimorfa — poeta, cantora, fotógrafa —, desafia o olhar estabelecido ao deslocar o autorretrato do campo da visibilidade heroica para o da contemplação subjetiva e silenciosa.
A técnica do gelatin silver print, em sua sobriedade monocromática, funciona como metáfora para esse deslocamento: o retrato não grita, não reivindica presença ostensiva, mas convida ao olhar devocional, à suspensão do tempo e à introspecção. Como observa Susan Sontag, “a fotografia não diz o que está lá, mas que aquilo esteve lá”. E é nesse intervalo entre presença e ausência que a obra de Smith se inscreve — não como documento, mas como relíquia da experiência íntima.
O gesto de autorrepresentar-se, nesse contexto, torna-se um ato de escuta. Como escreveu a própria Smith, “it was in silence that I heard my name”. O retrato não é apenas imagem, mas eco de uma subjetividade que opta por dizer menos para ressoar mais. A escolha por se autorretratar em momentos de solidão e reclusão — Nova York nos anos que sucedem o trauma de 11 de setembro — confere ao trabalho uma aura histórica e existencial que ressoa com os grandes temas do autorretrato clássico: o tempo, a finitude, a identidade.
A presença da artista na Galleria degli Uffizi, portanto, deve ser lida como uma operação dupla: por um lado, a reconfiguração do cânone a partir da inserção de uma mulher artista cujo percurso é interdisciplinar; por outro, a afirmação do autorretrato como um lugar privilegiado para pensar o eu em sua historicidade e vulnerabilidade. Como pontua Georges Didi-Huberman, “o retrato não captura o rosto: ele expõe sua possibilidade de desaparecer”.
Smith não se afirma como ícone, mas como vestígio. E talvez seja este o maior diálogo possível com a tradição renascentista: reconhecer que toda representação do eu é, antes de tudo, uma meditação sobre a efemeridade do humano.